# Het atelier van de schilder
L'Atelier du peintre (Nederlands: Het atelier van de schilder) is een groots opgezet schilderij van de Franse kunstschilder Gustave Courbet, olieverf op doek, 361 × 598 centimeter groot, voltooid in 1855. Het toont een blik in het atelier van de kunstschilder, die zichzelf centraal in het midden portretteert. Het doek geldt als een markerend werk in de omslag van de rond 1850 nog overwegend idealiserende, academisch georiënteerde Franse kunst naar het realisme. Het schilderij bevindt zich in de collectie van het Musée d'Orsay te Parijs.

## Context
In de eerste helft van de negentiende eeuw vierde de academische kunst en het neoclassicisme hoogtij in Frankrijk. Kenmerkend was de idealisering van de schoonheid, erin resulterend dat kunstenaars hun onderwerpen altijd mooier afbeeldden dan ze in werkelijkheid waren. Na de revolutie van 1848 tekende zich echter een kentering af in deze opvatting. Er ontstond heel voorzichtig meer aandacht voor de positie van het gewone volk en de arbeidersklasse en ook Courbet, hoewel van gegoede komaf, voelde zich aangetrokken tot het revolutionaire vuur dat was opgelaaid. In 1848 sympathiseerde hij met het opstandige volk en in zijn schilderwerken keerde hij zich af van de verheven academische werken. Hij streefde een realistische weergave van de werkelijkheid na, zonder opsmuk. Het atelier van de schilder is daarvan een typerend voorbeeld en geldt als een markerend werk in de traditie van de realistische schilderkunst, die vanaf die tijd de toon in de Westerse kunst zou aangeven.

## Afbeelding
Het atelier van de schilder toont de kunstenaar aan het werk in zijn studio. De aandacht wordt direct getrokken door het naakt rechts van de schilder: geen geïdealiseerde schoonheid maar een met al haar onvolkomenheden weergegeven vrouw. Een tweede naakt, links van de schilder en het doek dat hij schildert, is in het halfduister geplaatst en minder goed zichtbaar. Het is een type naakt zoals dat toentertijd wel gebruikt werd in academies, in een onnatuurlijke pose. Dit tweede, in dit geval mannelijke naakt, is door Courbet letterlijk en bewust in de schaduw gezet. Courbet beschouwde de wereld rondom hem als belangrijker dan de wereld van de kunst. Dat laat hij dan ook duidelijk tot uitdrukking komen in zijn schilderij. Wat telde was het ware kunstenaarsoog, gesymboliseerd door de gedreven schetsende figuur rechts naast het vrouwelijke model.

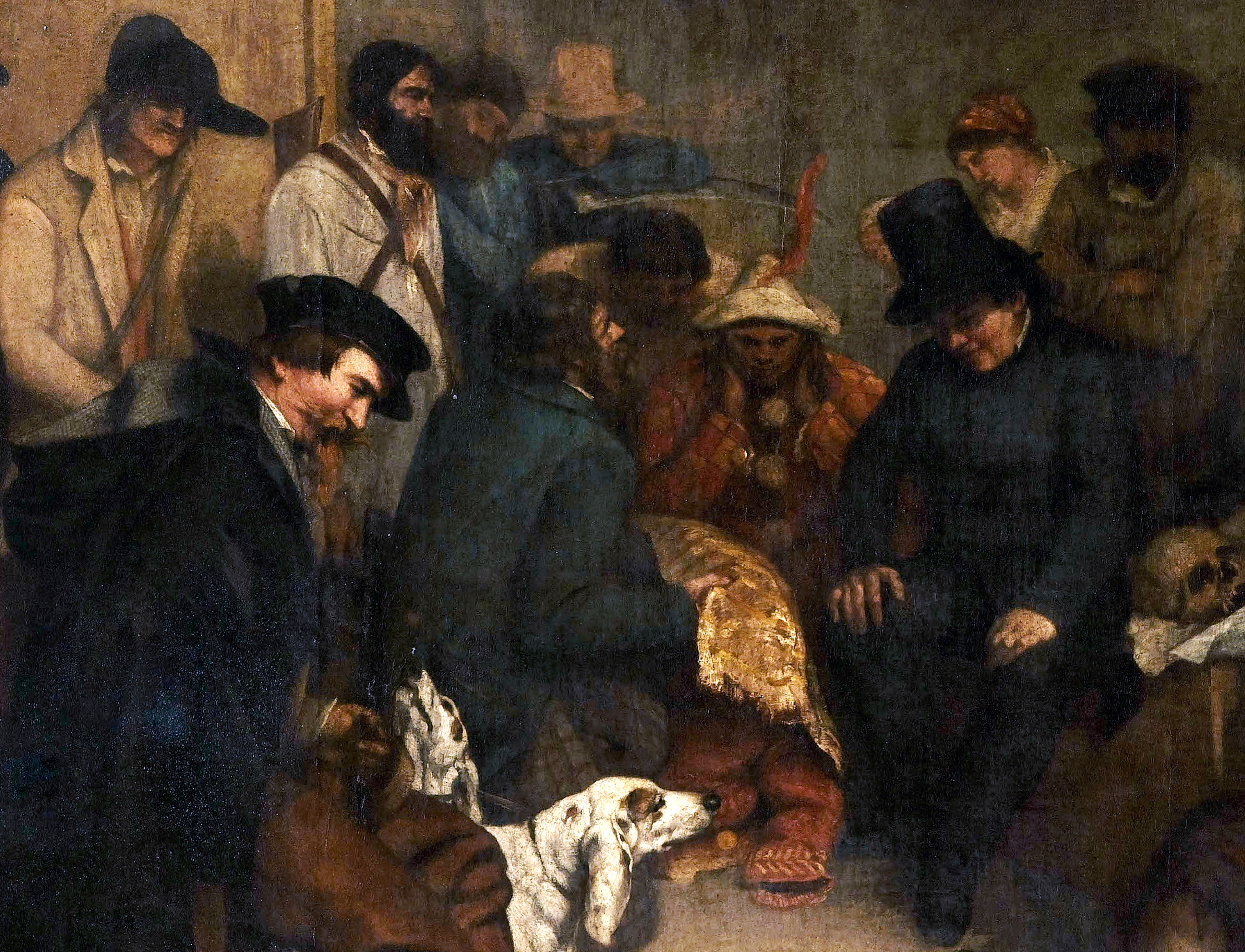
Detail, figuren linkerhelft.

Voor Courbet betekende de wereld om hem heen meer dan hetgeen de toenmalige kunstwereld de moeite waard vond om aandacht aan te besteden: hij beeldde werklieden af, bedelende veteranen uit de Franse Revolutie, een verre van madonna-achtige vrouw die haar kind wiegt. Het zijn gewone mensen, maar ook tekent hij vrienden en bekenden van importantie. Het feit dat hij zoveel lieden van allerlei standen door en bij elkaar portretteert kan gezien worden als een duidelijk politiek statement. Het werk heet een allegorie te zijn omdat vrijwel alle figuren en voorwerpen op het doek een eigen betekenis in zich dragen.
De compositie is opgezet in een afzonderlijk uitgewerkte linker- en rechterhelft, met centraal in het midden, aan de ezel, de kunstschilder zelf. Het atelier als weergegeven is grotendeels fictief, alsook de schetsachtig en uiterst wazig weergegeven achtergrond, die de contouren van klassieke bouwwerken lijkt weer te geven.

#### Figuren links
Van de zittende man links met de jachthond is wel gesteld dat het Napoleon III moet zijn geweest, maar de meningen onder kunsthistorici lopen daarover nog altijd uiteen. Het refereert in elk geval aan Courbets eigen passie voor de jacht. Rechts naast de jager prijst een koopman zijn waren aan bij een kleurig geklede jongleur en een man met een hoge hoed, voor wie Courbets revolutionair gezinde grootvader model stond. Linksachter de jagersfiguur zien we, in een lichte jas, een veteraan uit de Franse Revolutie, zoals Courbet die in zijn jeugd in de omgeving van zijn grootvader veelvuldig tegen moet zijn gekomen.

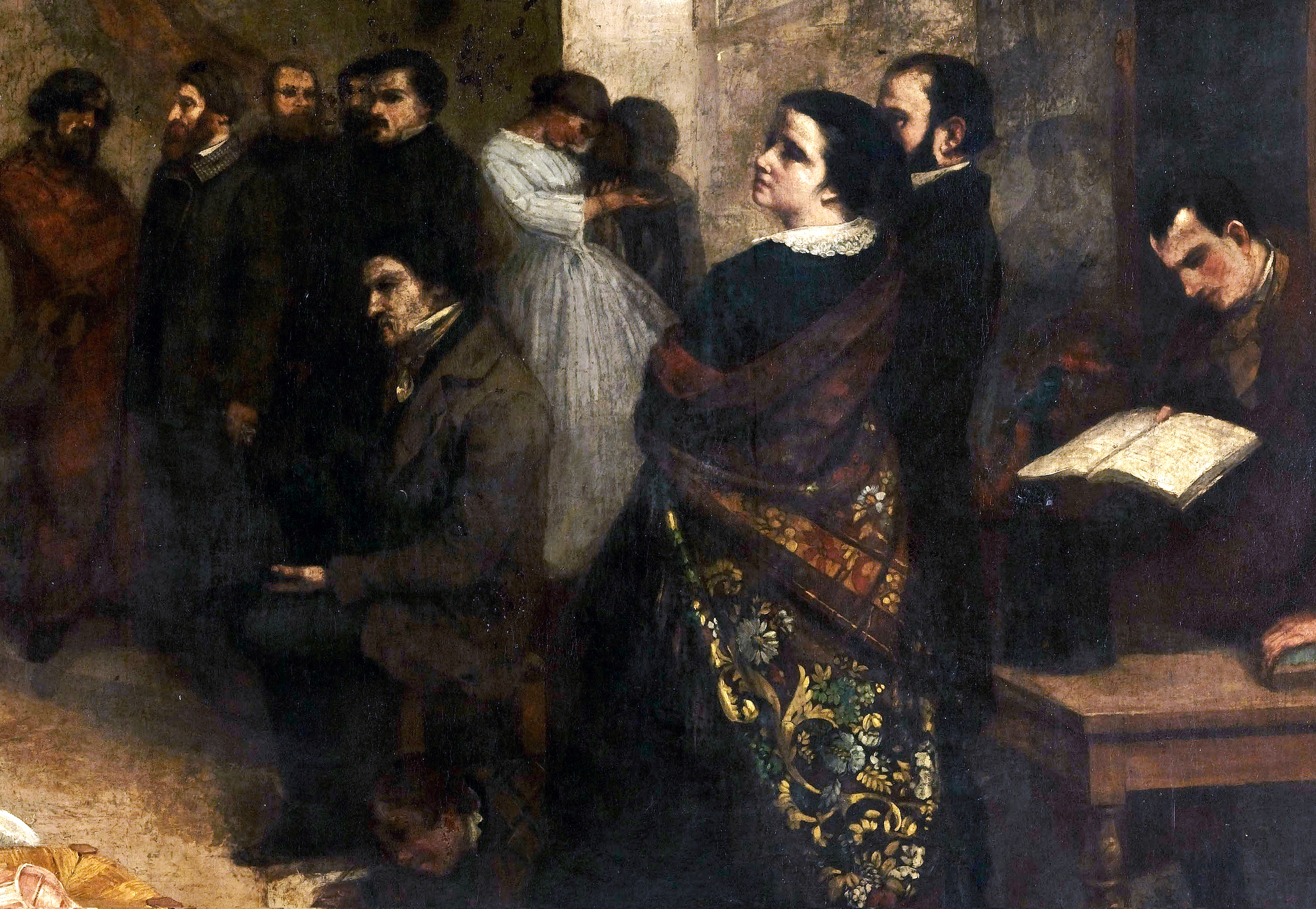
Detail, figuren rechterhelft, rechts Baudelaire.

#### Figuren rechts
In een groepje rechtsboven, met de donkere bril en het kalende voorhoofd is de anarchist Pierre-Joseph Proudhon te herkennen, een goede bekende van Courbet, bekend geworden om zijn uitspraak "eigendom is diefstal". Links naast hem staat de bebaarde kunstverzamelaar Alfred Bruyas, die zijn mecenas was. Geheel rechts, verdiept in een boek en afzijdig van het tafereel, zit de dichter Charles Baudelaire, met wie Courbet vele polemische discussies voerde: Baudelaire was de profeet van het destructieve en de schoonheid van het verval, waar Courbet het geloof in de vooruitgang predikte. Baudelaires maîtresse Jeane Duval, die door de dichter werd vergeleken met een tovenares, is ook te zien, rechtsachter in een lichte jurk, terwijl ze in een spiegel kijkt.

#### Zelfportret
Opvallend is dat Courbet, ondanks zijn pleidooi voor het realisme, het niet kan laten zichzelf achter de ezel met enig gevoel voor zelfverheerlijking af te beelden. Hij plaatst zichzelf volledig centraal, als een meesterschilder, met een grote hoeveelheid lieden om hem heen die zijn glorie extra onderstrepen. Hij geeft zichzelf flatteus weer, en profil en niet, wat logisch zou zijn geweest, van op de rug. De wijze waarop hij zijn penseel hanteert is bijna majestueus. Het past bij het beeld dat van Courbet bestaat als een man die ondanks zijn sympathie voor het gewone volk en zijn afkeer van opsmuk, toch behoorlijk eerzuchtig was.

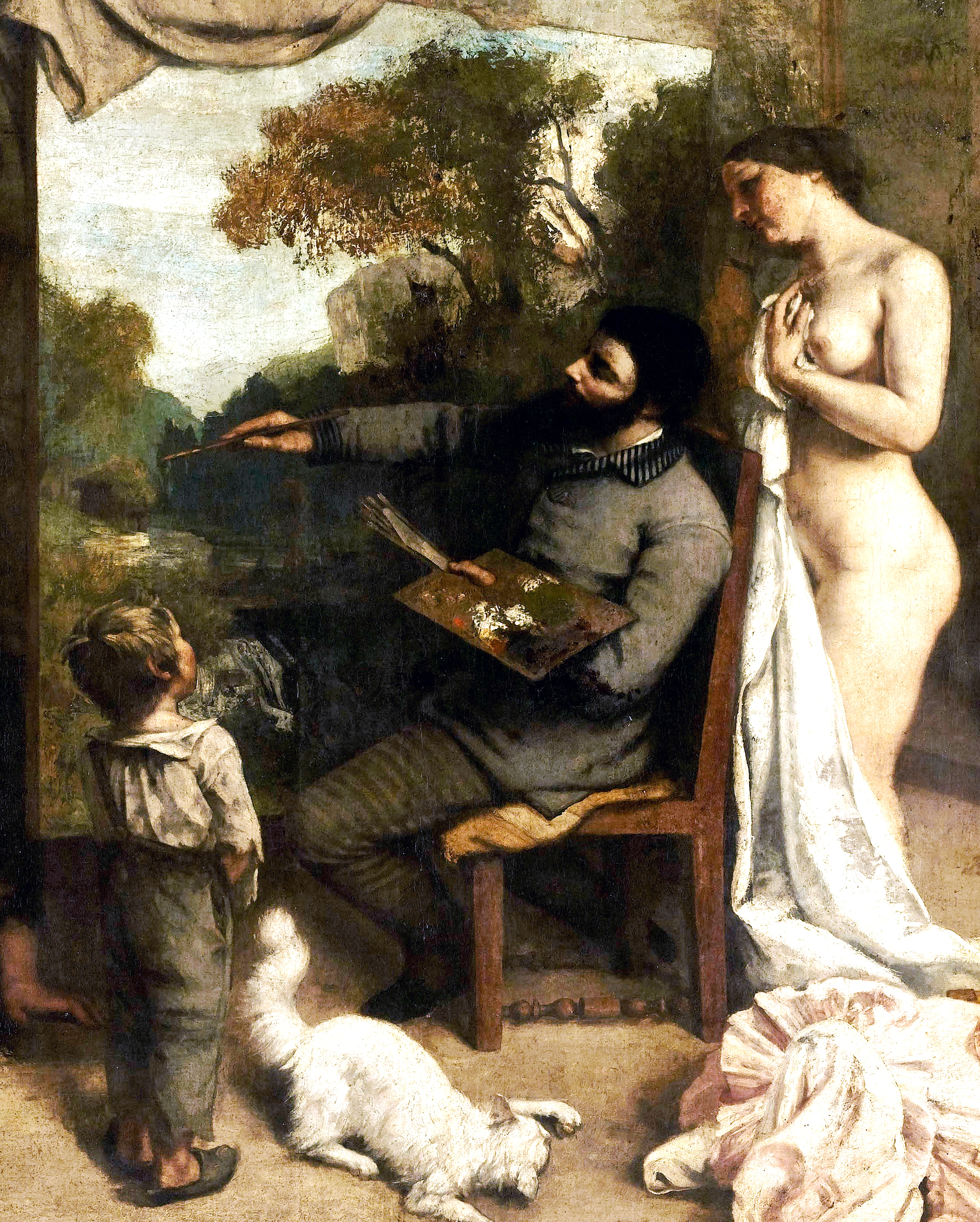
Detail, middenstuk, zelfportret.

## Ontvangst
Het atelier van de schilder werd afgewezen door de toelatingscommissie voor de Wereldtentoonstelling van 1855 te Parijs, maar Courbet exposeerde zijn reusachtig opgezette werk, waaraan hij zeven jaar had gewerkt, op eigen kosten in een nabij gelegen expositieruimte, samen met nog veertig van zijn schilderijen, waaronder Een begrafenis in Ornans. De bezoekersaantallen vielen echter tegen en de reacties waren overwegend negatief. De aandacht voor gewone en zelfs armoedige mensen in het werk viel bij het kunstzinnige publiek duidelijk verkeerd. Daarenboven werd het in die tijd absoluut niet geaccepteerd dat een kleine "schooiersjongen" naar een naakte vrouw staat te kijken, en al zeker niet in aanwezigheid van een heer en dame van stand: het rijke kunstverzamelaarsechtpaar Sabatier-Unger, die rechts op het doek de ruimte en Courbets werk komt aanschouwen. Het werd afgeschilderd als een provocatie en het werk kreeg meermaals het predicaat "vulgair".
Uiteindelijk werd het enorme doek na de Wereldtentoonstelling opgerold en opgeborgen in Courbets atelier. De schilder zou later ook zelden meer zo opzichtig mensen uit het gepeupel in beeld brengen, mede ook uit commerciële overwegingen, hoewel hij wel altijd de socialistische zaak bleef toegedaan. Pas vier jaar na zijn dood werd het schilderij verkocht - het duurde nog tot tegen 1920 voor een klein groepje kunstliefhebbers het bijzondere en markerend karakter van het werk onderkenden. In dat jaar werd het aangekocht door het Louvre, sinds 1986 is het uitgeleend en te zien in het Musée d'Orsay.